# Sam & Max Season One
Sam & Max Season One, es una serie de videojuegos de aventura gráfica basados en los personajes de Steve Purcell, Sam y Max. Desarrollada por Telltale Games el serial consta de 6 episodios que se han distribuido desde octubre de 2006 por venta en línea mediante la propia página de web de Telltale. Esos capítulos son:
- Culture Shock
- Situation: Comedy
- The Mole, the Mob and the Meatball
- Abe Lincoln Must Die!
- Reality 2.0
- Bright Side of the Moon

Cada capítulo de la serie tiene un planteamiento, nudo y desenlace propio, con lo que se pueden jugar de forma independiente, aunque hay un fino hilo conductor entre todos ellos que se resuelve en el último episodio de la temporada.
Sam & Max Season One, se distribuye en las tiendas españolas por Nobilis Ibérica desde mayo de 2008 en versión original subtitulada al castellano. 